# Рай.Центр
«Рай. Центр» — роман української письменниці Люко Дашвар, виданий у 2009 році видавництвом Книжковий клуб «Клуб сімейного дозвілля».

## Анотація
Чи можна досягти успіху, не зрадивши себе? Чи можна здійснити мрію, не втративши гідність, самоповагу? Студентка Люба була впевнена, що їй це по силах. Вона вчиться, працює в заможній родині прибиральницею і навіть змогла приборкати нахабну господиню розкішної квартири, яка спершу знущалася з неї. Але несподівано перед дівчиною постає вибір — залишатися бідною гордою і самотньою чи бути поруч з коханим хлопцем, мати якого — та сама жінка, в якої вона працює… 

## Головні герої
- Саня Макаров (Макар) — студент «Політехніки»;
- Гоцик — студент-філолог з Київського університету;
- Люба — студентка-соціологиня з Києво-Могилянської академії;
- Максим Сердюк — хлопець Люби, мажор на «Мазераті»;
- Володимир Сердюк — бізнесмен, політик, депутат;
- Іван Степанович Гусько — колишній лікар, заробітчанин, борець за відновлення електрики у районній лікарні;
- Куми Свиря та Микишка — Дорошенкові козаки-сердюки.

## Нагороди
- Премія «Коронація слова 2009»[1][2].